# Фарнезол
Фарнезол ((2E,6E)-3,7,11-триметилдодека-2,6,10-триен-1-ол) — спирт, производное терпеноидов.

## Свойства
Фарнезол — вязкая бесцветная жидкость, сильно разбавленные растворы имеют устойчивый запах ландышей.
Растворяется в пропиленгликоле и эфирных маслах, в 70%-ном этаноле растворимость 1:3.

## Нахождение в природе
Источником эссенции, в которой было идентифицировано химическое вещество, являлись цветки акации Фарнеза, по которой названо соединение. Также фарнезол содержится в неролиевом, цитронелловом, розовом и некоторых других эфирных маслах.

## Биологическая функция
Фарнезол используется грибком Candida albicans в качестве сигнальной молекулы, позволяющей воспринимать чувство кворума, и таким образом подавлять филаментацию в гифы с образованием биоплёнки.

## Способы получения
Фарнезол выделяют из эфирных масел, а также изомеризацией неролидола.

## Применение
Фарнезол используется как душистое вещество и фиксатор в парфюмерии, как сырьё для получения фарнезилацетата (душистое вещество), для синтеза некоторых гормонов насекомых.  Фарнезол может использоваться как эффективное противомикробное, противовоспалительное, противоаллергическое средство и средство против ожирения.

## Исследования
Обнаружено, что фарнезол обращает вспять повреждение мозга, связанное с болезнью Паркинсона, поскольку предотвращает потерю высвобождающих дофамин нейронов в мозге мышей, инактивируя белок, называемый PARIS (Parkin-interacting substrate) за счет усиления фарнезилирования PARIS и восстановления активности PGC-1α.
Введение фарнезола приводит к улучшению работоспособности и силы мышц у старых мышей, а также к улучшению их регенерации после травмы за счет механизма, включающего фарнезилирование  PARIS. Эти доклинические результаты позволяют предположить, что фарнезол может быть полезен для лечения саркопении и слабости мышц, связанных со старением или заболеваниями, которые снижают уровень PGC-1α.